# 黑腹長頸金花蟲
黑腹長頸金花蟲（学名：Lilioceris egena）为金花蟲科長頸金花蟲屬下的一个种。